# 32281 Shreyamenon
32281 Shreyamenon este o planetă minoră (asteroid) din centura de asteroizi. A fost descoperită pe 1 august 2000 la Experimental Test Site⁠(d) de Lincoln Near-Earth Asteroid Research. 
Obiectul prezintă o orbită caracterizată de o semiaxă mare de 3,0267182 UAi, o excentricitate de 0,08, o înclinație de 1,45291 ° în raport cu ecliptica.